# Татјана Лазаревић
Татјана Лазаревић јесте српска новинарка и уредница. 

## Биографија
Уредница је портала KoSSev.
У фокусу новинарског рада су јој живот и прилике Срба на Косову и Метохији.
Добитница је награде Фондације „Катарина Прерадовић”. Изабрана је за личност године недељеника Време. Године 2023. је проглашена за витеза позива.
Јула 2022. јој је додељен француски Орден за заслуге.
Због свог новинарског рада јој је прећено и била је мета више напада.